# Léon Golschmann
 (mars 2016).
Léon Golschmann (né à Zima en Sibérie le 15 avril 1861 et mort en novembre 1926) est un traducteur et mathématicien d’origine juive russe. Étudiant brillant à Irkoutsk, puis à Saint-Pétersbourg et Moscou, il s'installe à Paris en 1881. Il traduit et adapte en français plus de soixante ouvrages d'auteurs russes, notamment à destination de la jeunesse. Il travailla en collaboration avec Ernest Jaubert sous le pseudonyme collectif de Hellé (Léon et Ernest). Il est le père du chef d'orchestre Vladimir Golschmann (1893-1972).

## Œuvres
Traductions du russe au français
- Contes évangéliques de Léon Tolstoï, 1898
- Olga Potanine, d'Alexandra Nikititchna Annenskaïa, Editions Eugène Ardant et Cie - Limoges

avec Ernest Jaubert : 
- Le Manteau de Nicolas Vassiliévitch Gogol, 1896
- Le Nez de Nicolas Vassiliévitch Gogol, 1896
- Quatre Jours sur le champ de bataille de Vsevolod Garchine, 1896
- Le Moine noir d’Anton Tchekhov, 1897
- Histoire d'une petite fille russe de Vera Jelikhovskaïa, 1897

Traduction du polonais au français
avec Ernest Jaubert :
- Les Aventures du petit Jean, de Élise Orzeszko (1894)